# Macracanthorhynchus hirudinaceus
Macracanthorhynchus hirudinaceus é uma espécie de acantocéfalo pertencente à família Oligacanthorhynchidae.
A autoridade da espécie é Pallas, tendo sido descrita em 1789.
Trata-se de uma espécie presente em território português, incluindo a sua zona económica exclusiva.
O género original onde estava incluído era Taenia.

## Hospedeiro Definitivo
É um acantocéfalo intestinal de suínos, mais precisamente em  seu intestino delgado, o parasita se adere a parede com o auxilio de sua probóscide

## Hospedeiro Intermediário
Coleópteros